# Józef Alojzy Pukalski

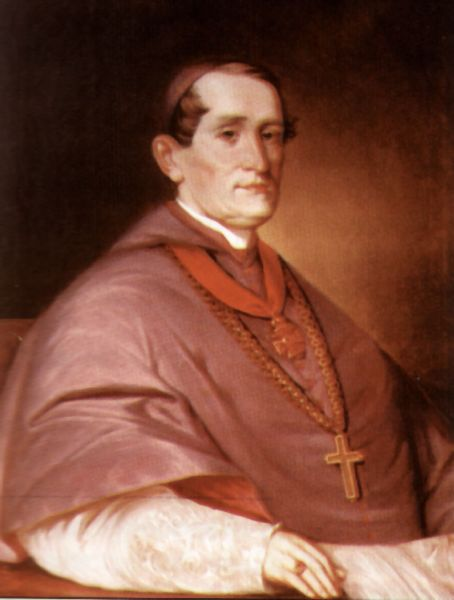
Josef Alois Pukalski (1798–1885), Bischof von Tarnów von 1852 bis 1885

Józef Alojzy Pukalski (deutsch Josef Alois Pukalski; tschechisch Josef Alois Pukalsky; * 15. März 1798 in Teschen in Österreichisch-Schlesien; † 6. Januar 1885 in Tarnów) war Bischof von Tarnów.

## Leben
Josef Alois Pukalski wurde als Sohn eines deutschstämmigen Vaters und einer Italienerin in Teschen geboren. Er studierte Theologie in Olmütz, wo er am 22. September 1821 zum Priester geweiht wurde. 1830 wurde er in das Bistum Tarnów inkardiniert, dessen Gebiet seit der Ersten Teilung Polens zu Österreich gehörte. Als Pfarrer in Wilamowice (Wilmesau) wurde ihm überwiegend die Seelsorge über die deutschstämmige Bevölkerung übertragen.
1851 wurde er in das Domkapitel von Tarnów aufgenommen und am 31. Juli 1851 von Kaiser Franz Joseph I., dem das Ernennungsrecht zustand, zum Bischof von Tarnów berufen. Die päpstliche Bestätigung durch Pius IX. erfolgte erst am 15. März 1852. Die Bischofsweihe empfing er am 23. Mai 1852 von Michele Viale-Prelà dem Apostolischen Nuntius in Österreich; Mitkonsekratoren waren der Militärbischof von Österreich, Johann Michael Leonhard und Franz Xaver Zenner, Weihbischof in Wien. Im Bistum von Tarnów, in der Kathedrale, wurde er am 29. Juni 1852 installiert. Als Bischof war sein besonderes Anliegen die Priesterausbildung, er errichtete neue Dekanate und Pfarreien. Er war auch ein Förderer des Schulwesens. Aus seinem Privatvermögen entstand ein Stipendium für arme Studenten; er nahm auch am I. Vaticanum teil. Für seine Verdienste wurde er mit dem Österreichisch-kaiserlichen Orden der Eisernen Krone ausgezeichnet.
Seine letzte Ruhestätte fand er in der St.-Josephs-Kapelle auf dem alten Friedhof in Tarnów.